# The Idler (film 1914 Smith)
The Idler è un cortometraggio muto del 1914 diretto da Russell E. Smith.

## Produzione
Il film fu prodotto dalla Reliance Film Company.

## Distribuzione
Distribuito dalla Mutual Film, il film - un cortometraggio in una bobina - uscì nelle sale cinematografiche USA il 14 febbraio 1914.